# Fujimori Shizuo

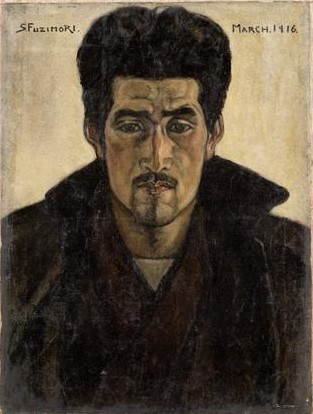
Selbstporträt 1916

Fujimori Shizuo (japanisch 藤森 静雄; * 1. August 1891 in Kurume, Präfektur Fukuoka; † 28. Mai 1943) war ein japanischer Holzschnitt-Künstler der Sōsaku-hanga-Richtung.

## Leben und Werk
Fujimori besuchte 1910 die Kunstschule Hakuba-kai (白馬会), wo er den Holzschnitt-Künstler Tanaka Kyōkichi (田中 恭吉; 1892–1915) kennen lernte. Ab 1911 besuchte er die Abteilung für Westliche Malerei der staatlichen Ausbildungsstätte Nihon Bijutsu Gakkō (heute Tōkyō Geijutsu Daigaku), wo er unter Kuroda Seiki und Fujishima Takeji studierte. Beeinflusst wurde er auch von Aoki Shigeru, der wie er aus Kurume stammte. Bereits 1913 hatte Fujimori begonnen, unter dem Einfluss von Tanaka und Onchi Koshiro Holzschnitte zu machen. Die drei gaben ein Magazin für Literatur und Kunst unter dem Namen „Mondglanz“ (月映, Tsukuhae) heraus, für das er insgesamt 37 Schwarzweiß-Drucke in expressionistischer Manier beisteuerte.
1916 schloss Fujimori seine Ausbildung ab, unterrichtete an Mittelschulen in Taiwan und in seiner Heimat in Fukuoka. Er kehrte dann nach Tokio zurück und arbeitete als Maler, Holzschnitt-Künstler und als Illustrator. 1918 war er an der Gründung der „Japanischen Gesellschaft für kreativen Holzschnitt“ (日本創作版画協会, Nihon sōsaku hanga kyōkai) beteiligt, in deren Rahmen er 1919 ausstellte. 1931 beteiligte er sich an der Gründung der „Japanischen Gesellschaft für Holzschnitt“ (日本版画協会, Nihon hanga kyōkai). Fujimori blieb mit Onchi befreundet und war mit ihm einer der Künstler für die Holzschnitt-Serie „Hundert neue Ansichten von Tokyo“ (新東京百景, Shin Tōkyō hyakkei), die von 1929 bis 1939 erschien und für die er 13 Blätter schuf. Diese Blätter zeigen einen weniger expressionistischen, stärker realistischen Stil.
1931 produzierte Fujimori eine eigene Serie, die „Zwölf Ansichten von Groß-Tokyo“ (大東京十二景, Dai-Tōkyō jūni-kei). Ab 1936 stellte er Holzschnitt-Illustrationen für die Asahi-Zeitung in Fukuoka her. Von 1926 bis 1937 beteiligte er sich an den Ausstellungen der Künstlervereinigung Shun’yō-kai (春陽会). 1938 gab er die ersten neun Drucke einer Serie „Neue hundert Ansichten von Japan“ (新日本百景, Shin Nihon hyakkei) heraus. Ein Jahr später zog er sich nach Iizuka (Präfektur Fukuoka) zurück, wo er 1943 starb.
Frühe Drucke signierte Fujimori gelegentlich mit „SIZ“.

## Galerie

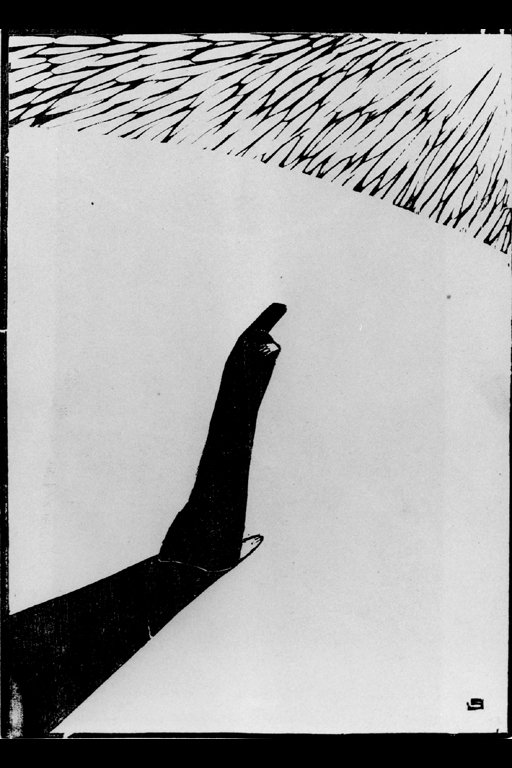
„Gegenlicht“
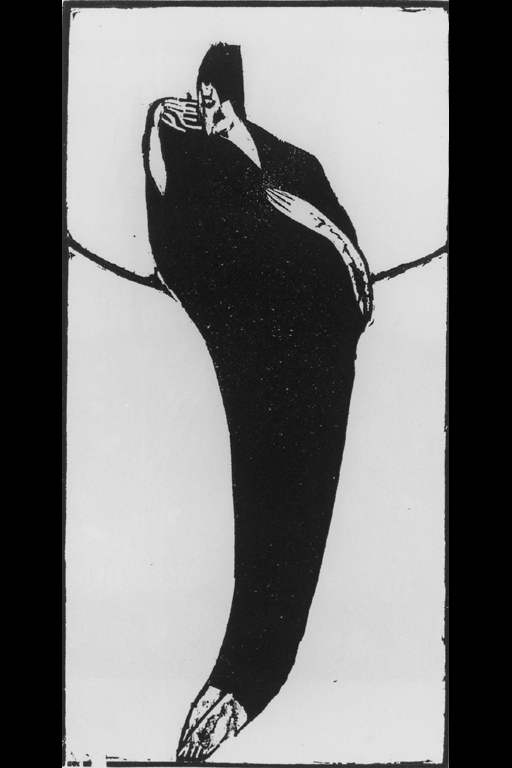
„Sonne“
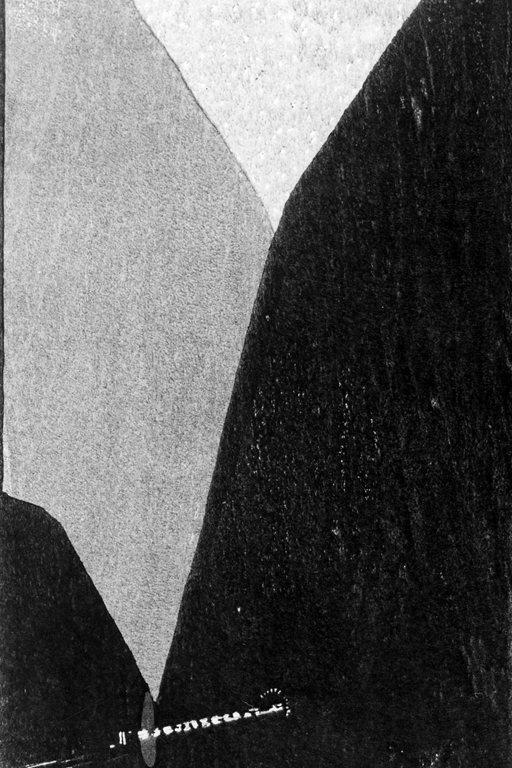
„Natur und Leben“
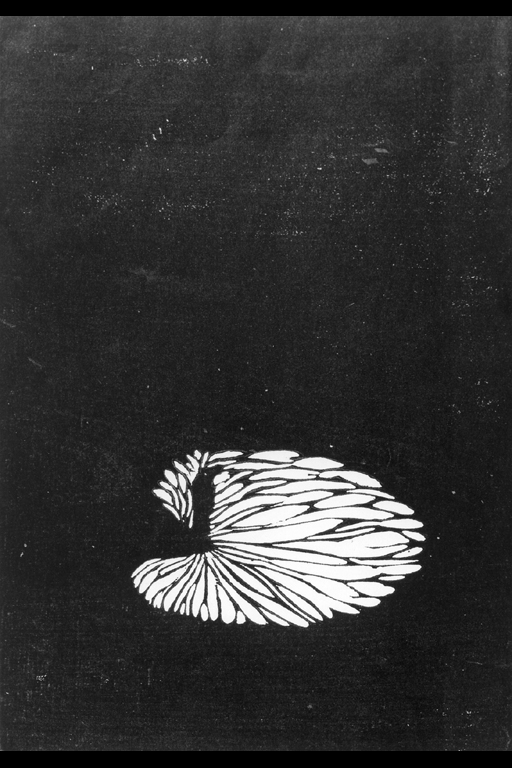
„Eine gehende Person“
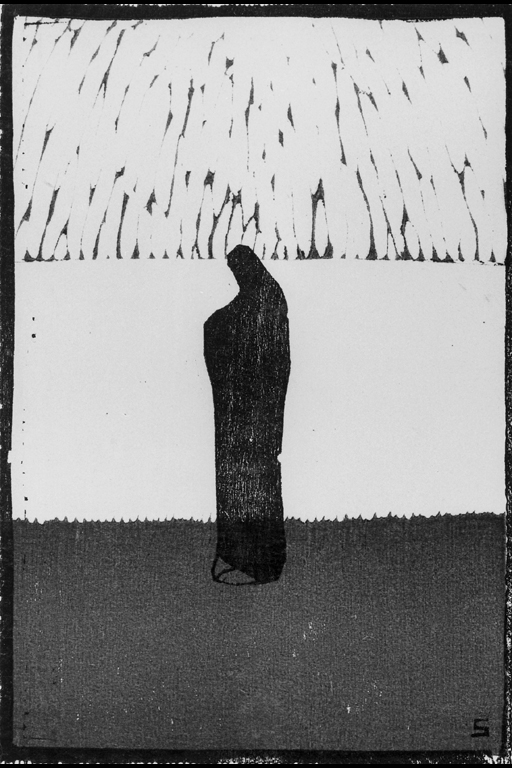
„Horizont“
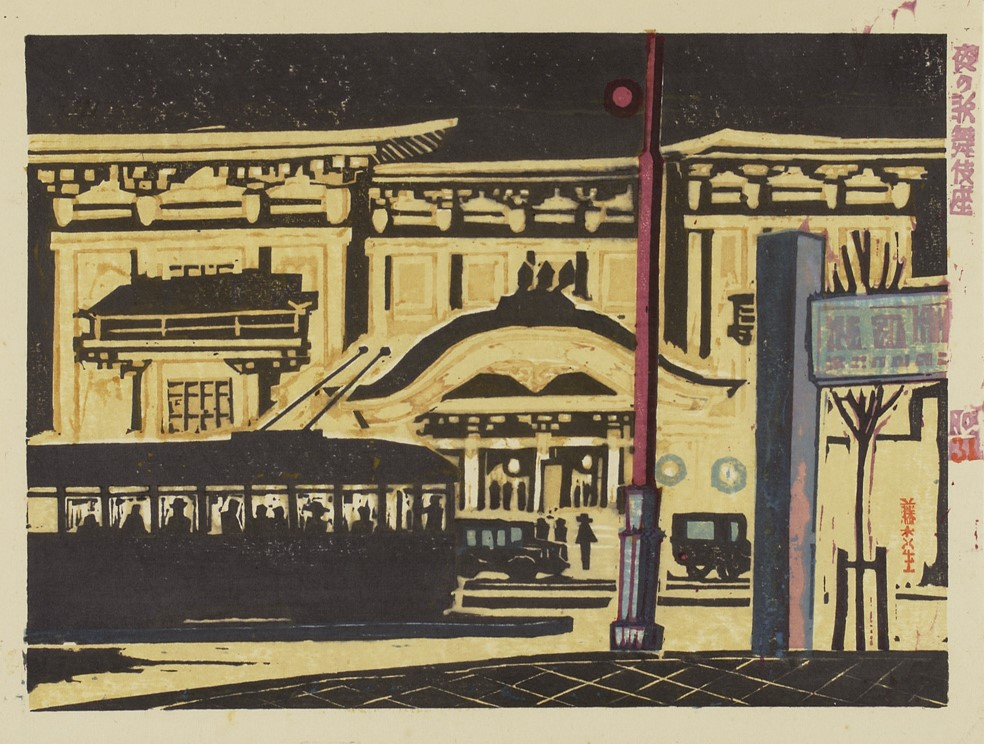
Kabuki-Theater
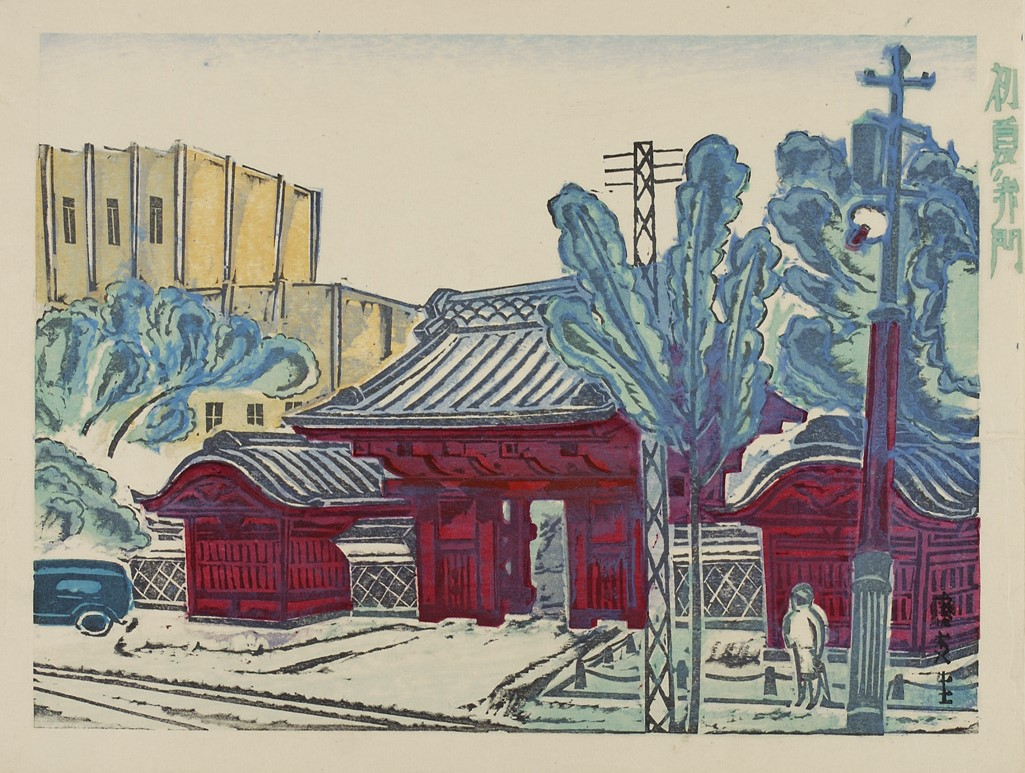
Rotes Tor[A 1]
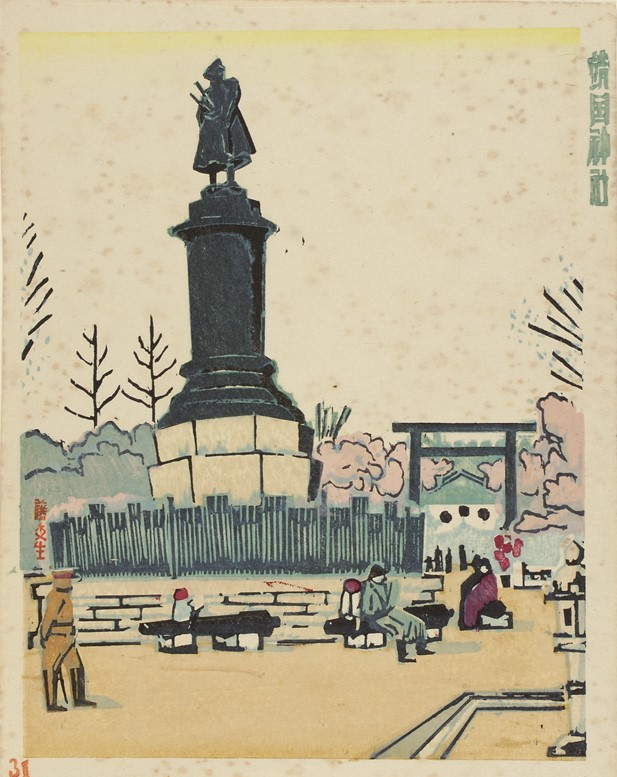
Yasukuni-Schrein[A 2]
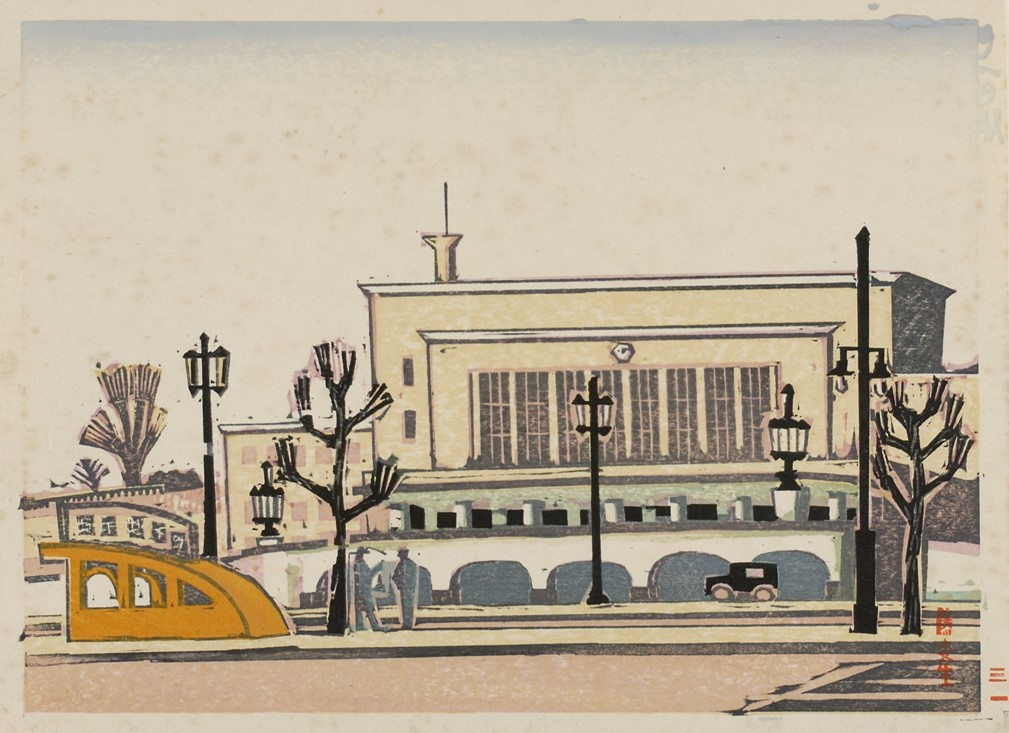
Bahnhof Ueno